# Asthenes helleri
Asthenes helleri là một loài chim trong họ Furnariidae.